# That Night
That Night es una película de 1992 escrita y dirigida por Craig Bolotin, y protagonizada por C. Thomas Howell y Juliette Lewis. Está basada en la novela homónima de Alice McDermott.
La película es notable por el hecho que Eliza Dushku y Katherine Heigl hicieron su primera aparición en el cine, compartiendo algunas escenas. Dushku tenía 11 años, y Heigl 13.

## Reparto
| Actor            | Personaje       |
| ---------------- | --------------- |
| Juliette Lewis   | Sheryl O'Connor |
| Eliza Dushku     | Alice Bloom     |
| C. Thomas Howell | Rick            |
| Helen Shaver     | Ann O'Connor    |
| J. Smith-Cameron | Carol Bloom     |
| John Dossett     | Larry Bloom     |
| Katherine Heigl  | Kathryn         |